# Max Decugis
Max Decugis (n. 24 septembrie 1882, Paris, Franța – d. 6 septembrie 1978, Biot, Provence-Alpes-Côte d'Azur, Franța) a fost un jucător de tenis francez, medaliat olimpic. A participat la 2 ediții ale Jocurilor Olimpice (1900, 1920) în care a câștigat o medalie de aur.